# Murano Shirō

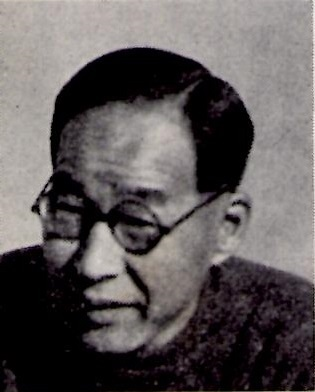
Murano Shirō

Murano Shirō (jap. 村野 四郎; * 7. Oktober 1901 in der Präfektur Tokio; † 2. März 1975) war ein japanischer Lyriker und Literaturkritiker.

## Leben und Wirken
Murano Shirō wuchs in einer Familie auf, die sich mit Liedern und Gedichten beschäftigte. Er reichte bereits als Schüler Haiku und andere Beiträge beim „Bunshō Club“ (文章倶楽部) ein. Während er Wirtschaftswissenschaften und Deutsch an der Keiō-Universität studierte, veröffentlichte er „Chirei“ (地霊) und „Shihen jidai“ (詩篇(時代)). Nach dem Studienabschluss arbeitete er als erfolgreicher Geschäftsmann. 1926 nahm er am zweiten „Taimatsu“ (炬火) von Kawaji Ryūkō und anderen teil. Im selben Jahr veröffentlichte er den Gedichtband „Wana“ (罠) – „Die Falle“. 1929 kam „Kigyo“ (旗魚) – „Schwertfisch“ heraus.
1931 schrieb Murano einen Beitrag für das Magazin „Bungaku“ (文学). 1934 beteiligte er sich zusammen mit Anzai Fuyue, Haruyama Yukio (春山 行夫; 1902–1994), Takenaka Iku (竹中 郁; 1904–1982), Kondō Azuma (近藤 東;1904–1988) und anderen an der Herausgabe des Magazins „Shihō“ (詩法). 1937 beteilige er sich am Magazin „Shin ryōdo“ (新領土) – „Neue Territorien“. Seine Sammlung von Gymnastikgedichten „Taisō shishū“ (体操詩集) aus dem Jahr 1939 erregte auch durch den Einsatz von Photographien Aufmerksamkeit. Die Sammlung wurde hoch gelobt für ihre experimentelle Konstruktion moderner Lyrik im Sinne der „Neuen Sachlichkeit“. 1942 veröffentlichte er eine Gedichtsammlung, „Jojō Hikō“ (抒情飛行) etwa „Lyrische Luftfahrt“.
Nach dem Zweiten Weltkrieg Krieg nahm Murano an Modern Poetry (1948) teil. Er war Generalsekretär und Vorsitzender der „Japan Contemporary Poet Association“ (日本現代詩人会). „Santantaru ankō“ (さんたんたる鮟鱇) – etwa „Der erbärmliche Tölpel“ ist sein repräsentatives Werk. Für Bōyōki (亡羊記) – „Tagebuch eines toten Schafes“ 1959 erhielt er den Yomiuri-Literaturpreis. Ein weiteres Werk ist „Sōhakuna kiko“ (蒼白な紀行) – „Eine blasse Reise“ 1963.